# Csáki Biri
Csáki Biri (Chyári Irén, Csáky Irén) (Budapest, 1884. május 22. – Budapest, 1968. május 15.) magyar színésznő.

## Életútja
1903-ban szerezte oklevelét a budapesti Színművészeti Akadémián. Ezután a Vígszínházhoz szerződött, s itt játszott egészen nyugdíjba vonulásáig. Eleinte naiva szerepekben láthatta a közönség, később jellemszerepeket formált meg és számtalan epizódszerepet játszott el. Hegedűs Gyula is említi őt egy derűs színpadi eset kapcsán Komédia (Bp., 1914) című művében. Élete végén a Jászai Mari Otthon lakója volt.